# Camponotus rusticus
Camponotus rusticus är en myrart som beskrevs av Santschi 1916. Camponotus rusticus ingår i släktet hästmyror, och familjen myror. Inga underarter finns listade.